# Coupe d'Italie de football 1967-1968
Navigation
Coupe d'Italie 1966-1967 Coupe d'Italie 1968-1969
La Coupe d'Italie de football 1967-1968, est la 21e édition de la Coupe d'Italie.

## Déroulement de la compétition
À partir de cette édition, après les quarts de finale, les quatre vainqueurs jouent dans un mini-championnat en match aller et retour. Le vainqueur remporte la Coupe d'Italie, il n'y a donc pas de finale.
Au premier tour, les seize équipes de Serie A sont appairées entre elles (8 matchs), les huit vainqueurs passent au tour suivant où ils sont de nouveau appairés entre club de première division, les quatre vainqueurs sont qualifiés pour les quarts de finale.
En parallèle, au premier tour seize équipes de Serie B sont appairées entre elles (8 matchs), quatre des huit vainqueurs sont rejoints par les clubs exempts au premier tour pour disputer un tour intermédiaire. Puis les 8 clubs restants disputent le deuxième tour où les quatre vainqueurs se qualifient pour les quarts de finale.

### Quart de finale
Les quatre clubs de Serie A issus du deuxième tour rencontrent chacun un club de Serie B issus du deuxième tour, les clubs de Serie A jouent le match retour à domicile.
| Équipe    | Aller | Total | Retour | Équipe      |
| --------- | ----- | ----- | ------ | ----------- |
| Bari      | 1 - 1 | 2 - 5 | 1 - 4  | AC Milan    |
| Catanzaro | 0 - 0 | 0 - 2 | 0 - 2  | Torino      |
| Reggina   | 2 - 3 | 2 - 7 | 0 - 4  | Bologne     |
| Pise      | 1 - 1 | 1 - 2 | 0 - 1  | Inter Milan |

### Groupe final
Les quatre vainqueurs des quarts de finale se retrouvent dans un mini-championnat où ils se rencontrent deux fois. Le vainqueur gagne la Coupe d'Italie.
| Rang | Équipe      | Pts | J | G | N | P | Bp | Bc | Diff |
| ---- | ----------- | --- | - | - | - | - | -- | -- | ---- |
| 1    | Torino      | 9   | 6 | 3 | 3 | 0 | 9  | 2  | +7   |
| 2    | AC Milan    | 7   | 6 | 2 | 3 | 1 | 8  | 6  | +2   |
| 3    | Inter Milan | 4   | 6 | 1 | 2 | 3 | 7  | 10 | -3   |
| 3    | Bologne     | 4   | 6 | 1 | 2 | 3 | 6  | 12 | -6   |